# 북부피그미늘보로리스
북부피그미늘보로리스(Xanthonycticebus intermedius)는 로리스과에 속하는 포유류의 일종이다. 학명은 1960년에 다오 반 티엔(Dao Van Tiên)이 공식적으로 처음 발표했다.

## 분류학
2023년까지 북부피그미늘보로리스는 남부피그미늘보로리스의 이명으로 간주되었지만 유전학 및 형태학 연구에서 이 종이 별도의 종임이 밝혀졌다.

## 분포
북부피그미늘보로리스는 라오스와 베트남 북부에 서식하며, 중국 남서부에서도 발견될 수 있다.